# Eldridge (Alabama)
Eldridge város az USA Alabama államában, Walker megyében. Lakosainak száma 136 fő (2020. április 1.).

## Népesség
A település népességének változása:

| 2010 | 130 |
| 2020 | 136 |